# Gogolin (stad)
Gogolin is een stad in het Poolse woiwodschap Opole, gelegen in de powiat Krapkowicki. De oppervlakte bedraagt 20,35 km², het inwonertal 6116 (2005). De gemeente is tweetalig Pools en Duits sinds 2008. Tussen de 17,8 % en 42,5 % van de bevolking behoort tot de minderheden Duitsers, Sileziërs of maakten geen nationaliteitskeuze.

## Stedenbanden
- Lucca (Italië)